# Нурминське сільське поселення (Медведевський район)
Нурми́нське сільське поселення (рос. Нурминское сельское поселение) — муніципальне утворення у складі Медведевського району Марій Ел, Росія. Адміністративний центр — село Нурма.

## Історія
Станом на 2002 рік існували Нуж'яльська сільська рада (присілки Аргамач, Малі Люльпани, Нуж'яли, Яникайсола, селища Нуж'яли, Нуж'яльське Лісничество, Ошла) та Нурминська сільська рада (село Нурма, присілки Арбани, Данилкино, Єлемучаш, Малі Мазари, Нефьодкино, Нир'ял).
2013 року до складу Нурминського сільського поселення (колишня Нурминська сільська рада) було включено ліквідоване Нуж'яльське сільське поселення (колишня Нуж'яльська сільська рада, центр — присілок Яникайсола).

## Населення
Населення — 2591 особа (2019, 2808 у 2010, 2524 у 2002).

## Склад
До складу поселення входять такі населені пункти:
| Населений пункт                 | Населення, осіб (2002) | Населення, осіб (2010) |
| ------------------------------- | ---------------------- | ---------------------- |
| Арбани, присілок                | 308                    | 327                    |
| Аргамач, присілок               | 4                      | 1                      |
| Данилкино, присілок             | 77                     | 113                    |
| Єлемучаш, присілок              | 83                     | 94                     |
| Малі Люльпани, присілок         | 104                    | 96                     |
| Малі Мазари, присілок           | 89                     | 97                     |
| Нефедкино, присілок             | 104                    | 126                    |
| Нир'ял, присілок                | 154                    | 195                    |
| Нуж'яли, селище                 | 455                    | 486                    |
| Нуж'яли, присілок               | 71                     | 83                     |
| Нуж'яльське Лісничество, селище | 0                      | 2                      |
| Нурма, село                     | 761                    | 825                    |
| Ошла, селище                    | 23                     | 22                     |
| Яникайсола, присілок            | 291                    | 341                    |